# 1630 a tudományban
Az 1630. év a tudományban és a technikában.

## Események
- Amerikában az első törvények kitiltják a szerencsejátékot.

## Születések
- szeptember 13. – Olaus Rudbeck pszichológus († 1702)

## Halálozások
- május 11. – Johann Schreck felfedező (* 1576)
- augusztus 1. – Federico Cesi, a római Accademia Nazionale dei Lincei alapítója (* 1586)
- november 15. – Johannes Kepler német matematikus és csillagász (* 1571)